# Tiriez
Tiriez är en ort i Spanien.   Den ligger i provinsen Provincia de Albacete och regionen Kastilien-La Mancha, i den centrala delen av landet, 210 km sydost om huvudstaden Madrid. Tiriez ligger 835 meter över havet och antalet invånare är 536.
Terrängen runt Tiriez är lite kuperad. Runt Tiriez är det mycket glesbefolkat, med 4 invånare per kvadratkilometer. Närmaste större samhälle är Lezuza, 9,6 km nordväst om Tiriez. Omgivningarna runt Tiriez är i huvudsak ett öppet busklandskap.